# Центурія (річка)
Центурія (пол. Centuria) — невелика річка в Польщі, у Заверцянському й Олькуському повіті Сілезького й Малопольського воєводства. Права притока Білої Пшемши, (басейн Балтійського моря).

## Опис
Довжина річки приблизно 9 км, найкоротша відстань між витоком і гирлом — 7,33 км, коефіцієнт звивистості річки — 1,23 . Формується декількома безіменними струмками, загатами та частково каналізована.

## Розташування
Бере початок у селі Гуткі-Канкі ґміни Лази. Тече переважно на південний захід через Хехло, Кузницю Блендовську і впадає у річку Білу Пшемшу, ліву притоку Пшемши.

## Цікавий факт
- Річка повністю протікає через Блендувську пустель.